# Ruysdaelkade

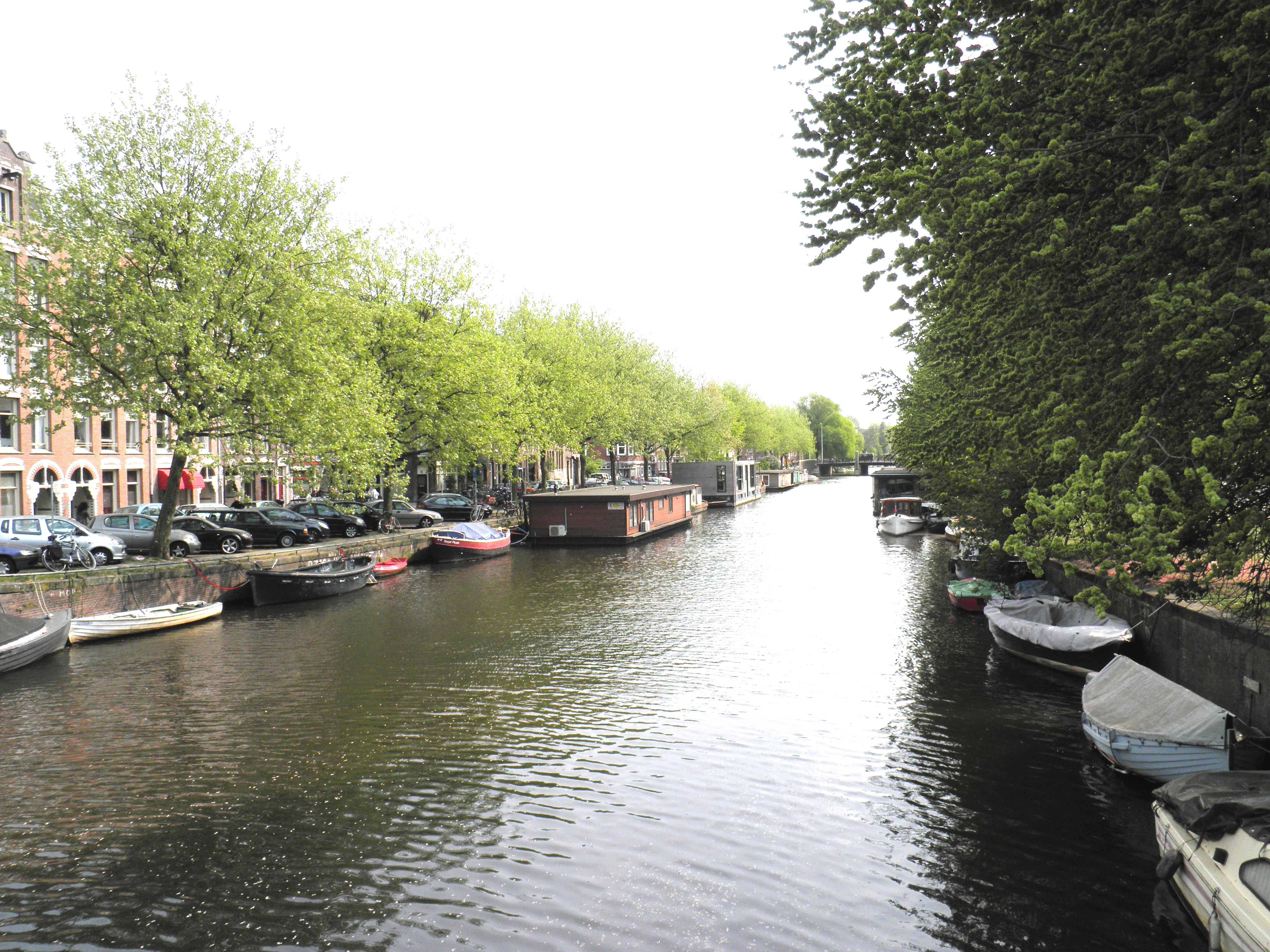
Ruysdaelkade

De Ruysdaelkade is een straat in Amsterdam-Zuid. De Ruysdaelkade loopt grotendeels langs de Boerenwetering, die de westelijke begrenzing van De Pijp vormt; aan de andere zijde daarvan ligt de Hobbemakade. De kade is in 1872 vernoemd naar het 17e-eeuwse geslacht van schilders en graveurs Ruysdael, waarvan de landschapsschilder Jacob Isaacsz. van Ruisdael (1628-1682) de bekendste is.
Tot 1898 werd de Hobbemakade aan de overzijde van de Boerenwetering ook Ruysdaelkade genoemd. Tot de demping in 1893 lag de toenmalige Hobbemakade op de plaats waar later de Honthorststraat zou komen en het huidige Museumplein. 
De Ruysdaelkade loopt van de Stadhouderskade in het noorden tot de Jozef Israëlskade in het zuiden. Op de kade komen onder meer uit: de Eerste Jacob van Campenstraat, de Albert Cuypstraat, de Eerste Jan Steenstraat, de Ceintuurbaan, de Van Ostadestraat en de Van Hilligaertstraat.
Aan de Ruysdaelkade staan voornamelijk woonhuizen. Anders dan de ertegenover gelegen Hobbemakade is het geen belangrijke verkeersverbinding: voor auto's is zelfs in geen enkel deel van de Ruysdaelkade tweerichtingverkeer toegestaan. Ook het openbaar vervoer maakt geen gebruik van de kade.
De oudste bebouwing aan de kade staat aan het meest noordelijke deel ervan en dateert van de jaren 70 van de negentiende eeuw. De herenhuizen die men hier aantreft, met zicht op het Rijksmuseum, waren bestemd voor de gegoede burgerij; ze horen nog steeds tot wat wel de "fluwelen rand" van de Pijp wordt genoemd. Aan het zuidelijkste deel, ter weerszijden van de Van Hilligaertstraat, staan woningcomplexen uit de jaren 20. Naoorlogse bebouwing treft men langs de Ruysdaelkade vrijwel niet aan: de enige nieuwbouw van enige omvang bevindt zich op de hoek met de Govert Flinckstraat.
Bij het noordelijke uiteinde van de Ruysdaelkade staat een klein complex van drie gebouwtjes, een rioolgemaal uit 1926 dat in 1987 buiten gebruik is gesteld.
De schilder Carel Willink woonde en werkte van 1935 tot zijn dood in 1983 op het adres Ruysdaelkade 15. In een nabijgelegen plantsoen (achter het rioolgemaal) staat sinds 2000 een borstbeeld van hem, gemaakt door zijn weduwe Sylvia Willink-Quiel.
Op de hoek met de Daniël Stalpertstraat bevinden zich de vroegere stallen van de nabijgelegen Heineken Brouwerij.
Aan een deel van de kade tussen de Albert Cuypstraat en de Govert Flinckstraat bevindt zich een klein raamprostitutiegebied.
Sinds 1888 is er ook een Ruysdaelstraat: deze ligt aan de andere kant van de Boerenwetering in het verlengde van de Albert Cuypstraat.
Er liggen vijf gemeentelijke monumenten aan deze kade:
- Ruysdaelkade 2-4, dat zijn de gebouwen geplaatst op het terrein van het rioolgemaal; het zijn de enige gebouwen met een even nummering
- Ruysdaelkade 3-5, een woningcomplex
- Ruysdaelkade 11-25, dat is een gebouwencomplex van woningen, ook de ex-woning van Carel Willink behoort daartoe
- Ruysdaelkade 43, opvallend wit gebouw aan de kade
- Ruysdaelkade 215, schoolgebouw
- Ruysdaelkade 255-271, onderdeel van een groot woningcomplex uit 1921 van architecten Lippits & Scholte in Berlage/Amsterdamse Schoolstijl.